# Stop and Stare
"Stop and Stare" é o segundo single lançado pela banda americana, OneRepublic, de seu álbum de estreia Dreaming Out Loud. "Stop and Stare" foi lançado nas rádios dos Estados Unidos em 27 de novembro de 2007. A canção atingiu a primeira posição nas rádios australiana em 17 de dezembro 2007. Também atingiu um bom sucesso global a partir de seu single anterior "Apologize". O single foi lançado em 3 de março de 2008, no Reino Unido. "Stop and Stare" já vendeu mais de 2,2 milhões de downloads digitais apenas nos Estados Unidos.
A canção foi escrita por Ryan Tedder, Zachary Filkins, Andrew Brown, Eddie Fisher & Myers Tim. "Stop and Stare" é o único single da banda que não teve uma versão remix.

## Australian CD single
1. "Stop and Stare" - 3:43
2. "Something's Not Right Here" - 3:02

## iTunes Stop and Stare EP
1. "Stop and Stare" - 3:44
2. "Last Goodbye" (Stripped Live Mix) - 4:31
3. "Too Easy" - 3:15

## iTunes Hit 3 Pack: Stop and Stare - Video EP (The Stripped Sessions)
1. "Too Easy" - 3:45
2. "Don't Go Away" - 4:02
3. "Last Goodbye" - 4:32

## Videoclipe
O vídeo da música oficial de "Stop and Stare" estreou na MTV TRL em 28 de janeiro de 2008. O vídeo foi dirigido por Anthony Mandler.
O vídeo foi filmado no deserto de Palmdale, Califórnia, em um posto de gasolina velho/motel. Ao longo do vídeo podemos ver flashes de cenas com várias versões dos membros da banda Ryan Tedder, Zach Filkins, Eddie Fisher, Brent Kutzle e Drew Brown. À medida que o vídeo começa, vemos andando Tedder através do deserto em direção a uma sepultura aberta onde um Padre está entregando um elogio. Enquanto caminha, vemos flashes de cenas com Ryan completamente submerso em uma banheira, enquanto completamente vestido, no quarto de motel olhando para uma TV exibindo estática, tocando a campainha de serviço no balcão de motel, e sentado e esperando no lobby do motel. Ryans mais são vistos vagando ao redor do motel, e de novo em quarto de motel encostado na parede ouvindo, enquanto ainda um outro Ryan é visto freneticamente dirigindo um carro com uma mulher grávida no banco de trás para dar à luz. O pé Ryan no túmulo aberto se divide em duas Ryans com um Ryan ficar junto ao túmulo aparecem para rezar, enquanto o segundo Ryan caminha de volta para o motel. Em um ponto, vemos a banda em quarto de motel tocando a música e Ryan entrar na sala e se juntando a eles. Fora do motel pessoas de todas as esferas da vida têm vindo a recolher. Entre eles estão Ryan, Zach, Eddie, Brent e Drew. Eles estão apenas do lado de fora do motel olhando. Muitas dessas cenas repetir e continuar a piscar e para trás, culminando em uma cena em que o Ryan dirigindo o carro chega a um ponto insuportável quase bater o Ryan caminhando de volta da sepultura enquanto ele atravessa a estrada ea reunião de pessoas olhando olhar sobre impassível. A TV estático, então explode em chamas, o Ryan na banheira emerge da água, o Pregador está sozinho no túmulo aberto eo vídeo termina.

## Desempenho Comercial
"Stop and Stare" se tornou o segundo sucesso nos Estados Unidos, alcançando a posição 12 na Billboard Hot 100 e posição 9 na Billboard Pop Songs. Seu vídeoclipe também chegou a primeira posição no Video Countdown VH1 Top 20. A música alcançou o Top 20 na Austrália e Nova Zelândia, atingiu em ambos países a décima primeira posição. Conseguindo atingir o Top 20 na maioria das paradas dos países da Europa.
No Reino Unido, a canção estreou na posição 11 na parada de singles e na semana seguinte, alcançou a posição 9 no UK Singles Chart em downloads digitais único. Após a liberação física, "Stop and Stare" atingiu um pico de número quatro no gráfico, ganhando OneRepublic seu segundo hit no Top 5 da Reino Unido. Na Irlanda, a canção estreou na posição 8 devido a altos downloads e chegou a número dois na airplay. Na Alemanha, a canção foi premiada uma maior estréia ao entrar no gráfico na posição 7, em sua primeira semana, chegando depois a sexta posição. A música foi se mantendo constantemente na quarta posição da European Hot 100.